# Minsmere River
Minsmere River är ett vattendrag i Storbritannien.   Det ligger i riksdelen England, i den sydöstra delen av landet, 140 km nordost om huvudstaden London.